# Effet Mozart
L’effet Mozart est une hypothèse, exprimée dans un ensemble de résultats de recherche, indiquant que l'écoute de la musique de Mozart peut induire une amélioration à court terme de l'exécution de certains types de tâches mentales appelées « raisonnement spatio-temporel ».
Le concept de « l'effet Mozart » a été décrit pour la première fois par le chercheur français Alfred Tomatis dans son livre Pourquoi Mozart ? (1991).

## Concept et développement
Alfred Tomatis (1920-2001) a utilisé la musique de Wolfgang Amadeus Mozart pour entraîner l'oreille, et pensait que l'écoute de sa musique présentée à différentes fréquences aidait l'oreille et favorisait la guérison et le développement de certaines facultés cérébrales.
L'approche de Tomatis fut popularisée dans le monde anglo-saxon quelques années plus tard, dans le livre de Don Campbell : The Mozart Effect, qui est basé sur une expérience publiée dans la revue scientifique Nature, suggérant que l'écoute de la musique de Mozart a temporairement augmenté les résultats d'une partie du test de QI. À la suite de ces publications, le gouverneur de Géorgie, Zell Miller, proposa même un budget pour fournir à chaque enfant né dans cet état un CD de musique classique.

## Critiques

### Frances Rauscher, Gordon Shaw et Catherine Ky (1993)
Rauscher, Shaw (it) et Ky ont étudié l'effet de l'écoute de la musique de Mozart sur le raisonnement spatial, et les résultats ont été publiés dans la revue Nature. Dans cette expérience, les chercheurs ont fait passer aux participants l'un des trois tests standard du raisonnement spatial abstrait après avoir vécu chacune des trois conditions d'écoute : la Sonate pour deux pianos en ré majeur, K. 448 de Mozart, les instructions de relaxation verbale, et le silence. L'échantillon étudié est un groupe 36 etudiants. Ils ont constaté une amélioration temporaire du raisonnement spatial, telle que mesurée par les sous-tâches de raisonnement spatial du test de QI Stanford-Binet. Rauscher et coll. montrent que l'effet bénéfique de la condition musicale n'est que temporaire : aucun élève n'a eu d'effets dépassant la période de 15 minutes au cours de laquelle ils ont été évalués. L'étude ne fait aucune mention d'une augmentation du QI en général (parce que le QI n'a jamais été mesuré).

### Kenneth M. Steeleet al.(1999)
En 1999, l'existence de l'effet Mozart a été remise en question par deux équipes de chercheurs. Dans deux articles publiés ensemble sous le titre Prélude ou Requiem pour l'« effet Mozart » ?[réf. non conforme] Kenneth M. Steele, Simone Dalla Bella, Isabelle Peretz, Tracey Dunlop, Lloyd A. Dawe, G. Keith Humphrey, Roberta A. Shannon, Johnny L. Kirby Jr., et C. G. Olmstead écrivent une méta-analyse suggérant que toute amélioration cognitive est faible et ne reflète aucun changement dans le QI ou la capacité de raisonnement en général, mais découle plutôt entièrement de la performance sur un type spécifique de tâche cognitive et a une explication neuropsychologique simple, appelée excitation du plaisir. Par exemple, selon cet article : 

« l'écoute de Mozart ou d'un passage d'une histoire de Stephen King a amélioré la performance des sujets dans le pliage et le découpage du papier (un des tests fréquemment employés par Rauscher et Shaw), mais seulement pour ceux qui ont aimé ce qu'ils ont entendu »

En outre, Steele et al. ont constaté que 

« l'écoute de Mozart a produit une augmentation de 3 points par rapport au silence dans une expérience et une diminution de 4 points dans l'autre expérience »

Dans une autre étude, l'effet était reproduit avec la musique originale de Mozart, mais éliminé lorsque le tempo était ralenti et les accords majeurs étaient remplacés par des accords mineurs.

### Thompsonet al.(2001)
Thompson, Schellenberg et Husain, quant à eux, concluent que l'effet Mozart n'est probablement qu'un artéfact de l'excitation et d'une humeur exacerbée.

### Joneset al.(2006)
Trois hypothèses ont été avancées ici pour expliquer l'association entre la musique de Mozart et le développement temporaire de certaines facultés cérébrales :
 1) Mozart amorce les voies neurales utilisées pour le raisonnement spatial,
 2) Mozart augmente généralement l'humeur et l'excitation et donc la performance, ou
 3) la préférence des individus pour Mozart, une autre forme de musique, ou même le silence conduisant à une humeur optimale pour passer un test.
Cette étude a cherché à établir une distinction entre ces trois hypothèses. Les données étudiées ont été recueillies auprès de 41 étudiants de niveau collégial (20 hommes et 21 femmes) évalués à l'aide d'un sous-test (test de Stanford-Binet) sur les relations spatiales après exposition à la musique ou au silence.
Les participants ont déclaré qu'ils se sentaient très éveillés et qu'ils préféraient leur état de santé particulier. Les résultats ont indiqué un effet positif de l'écoute de la musique de Mozart, bien que l'éveil ait joué un rôle dans cette association. Aucun effet de préférence n'était évident.

### Pietschnig, Voracek et Formann (2010)
Une méta-analyse de Pietschnig, Voracek (en) et Formann (en) (2010) a combiné les résultats de 39 études pour répondre à la question de savoir si l'effet Mozart existe ou non. Ils ont conclu qu'il existe peu de preuves pour affirmer l'existence de l'effet Mozart. Cependant, le résultat le plus frappant de cette méta-analyse est l'importance des effets, publiés dans des études affiliées à Rauscher ou Rideout. Ces effets modérateurs systématiques dus à l'affiliation à un laboratoire remettent en question l'existence d'un effet Mozart. De plus, cette étude a également trouvé des preuves d'un biais de publication lorsque l'ampleur de l'effet des échantillons qui ont écouté Mozart est comparée à des échantillons non exposés à un stimulus.

### Autres analyses
Le numéro d'avril 2001 du Journal of the Royal Society of Medicine (en) (Royaume-Uni) a évalué les bienfaits possibles de la musique de Mozart pour la santé. John Jenkins a joué la Sonate K.448 à des patients épileptiques et a constaté une diminution de l'activité épileptiforme. Selon la British Epilepsy Organisation, des recherches ont montré qu'à part la K.448 de Mozart et le Concerto pour piano no 23 (K. 488), une autre pièce musicale a été observée ayant un effet similaire : la chanson du compositeur grec Yanni intitulée « Acroyali/Standing in Motion » (version du spectacle Live at the Acropolis (en) exécutée à l'Acropole). Le Journal of the Royal Society of Medicine (en) a déterminé qu'il s'agissait d'un « effet Mozart », parce qu'il était semblable au K.448 de Mozart en termes de tempo, de structure, de consonance mélodique et harmonique et de prévisibilité.
Bien qu'il apparaisse que l'exposition à la musique de Mozart n'augmente pas directement le quotient intellectuel, les études sur les effets de cette musique ont exploré des domaines aussi divers que ses liens avec l'apparition des crises ou la recherche sur les animaux, ce qui suggère que même l'exposition in utero chez les rats de laboratoire améliore leur apprentissage en labyrinthe.
Une usine allemande de traitement des eaux usées joue de la musique de Mozart pour décomposer les déchets plus rapidement, rapporte le journal britannique The Guardian. Anton Stucki, opérateur en chef de l'usine située à Treuenbrietzen, aurait déclaré[réf. non conforme] : 

« Nous pensons que le secret réside dans les vibrations de la musique, qui pénètrent tout, y compris l'eau, les eaux usées et les cellules »

Selon le psychiatre Michel Lejoyeux, le fait d'écouter la Sonate pour deux pianos KV 448 plusieurs minutes par jour agirait comme un antidépresseur naturel. Pour le neurologue John Hugues, ce phénomène qui s'observe en particulier lors de l'écoute de la Sonate pour deux pianos s'expliquerait par le fait que certains motifs musicaux sont exposés à plusieurs reprises avec de légères variantes, ainsi que sur l'accent mis sur certaines notes.
Le musicologue David Christoffel relève que la focalisation sur une oeuvre en particulier renvoie à une tradition discursive sur les bienfaits de la musique sans commune mesure avec l'effet scientifique recherché : « Quand bien même la musique de Mozart pourrait aider à la concentration, les œuvres de Vivaldi et de Beethoven semblent capables de prouesses tout aussi impressionnantes »."

## Musique
Stylistiquement et historiquement parlant, on peut souvent rapprocher les compositions de Mozart de certaines de ses contemporains : Joseph Bologne de Saint-George, Joseph Haydn, Jean-Philippe Rameau, Jean-Chrétien Bach… Néanmoins, les principales études sur l'effet Mozart n'ont pas couvert la plupart des contemporains de Mozart. Il est donc encore incertain si les musiques d'autres styles ou compositeurs sont aussi efficaces que celles du célèbre compositeur autrichien.